# Polaris
Coordenadas:  02h 31m 48.70s, +85° 15′ 51.0″
Polar (Polaris, α UMi, α Ursae Minoris, Alpha Ursae Minoris, comumente chamada de Estrela do Norte ou Estrela Polar) é a estrela mais brilhante da constelação da Ursa Menor, e situa-se aproximadamente no pólo norte celeste, daí recebendo seu nome. Por este motivo, ela permanece praticamente fixa no céu noturno, enquanto todas as outras estrelas parecem girar ao seu redor. A Estrela Polar tem sido usada, há séculos, como referência para orientação, tendo sido crucial, por exemplo, na navegação.
A chamada Estrela Polar fica a cerca de 434 anos-luz da Terra e corresponde, na verdade, a um conjunto de estrelas. A estrela principal deste conjunto, chamada de α UMi A, é uma gigante brilhante de seis massas solares F7 (II) ou supergigante (IB). Ela possui duas companheiras menores: α UMi B, uma estrela da sequência principal F3V de 1,5 massas solares orbitando a uma distância de 2 400 UA, e α UMi Ab, uma anã muito próxima com uma órbita de raio 18,5 UA. Há também duas outras estrelas mais distantes, α UMi C e α UMi D. A olho nu, no entanto, percebe-se o conjunto como uma única fonte luminosa.
Devido ao movimento de precessão dos equinócios, a Estrela Polar mudará a sua posição aparente no céu ao longo dos próximos milênios, deixando de ser de fato a estrela do "pólo norte"; e reassumirá, cerca de 25 800 anos depois, a sua posição atual.